# We’re in This Together
We’re in This Together (również Halo 15) – utwór Nine Inch Nails wydany w 1999 roku jako 3-płytowy singiel o tej samej nazwie. To piętnaste oficjalne wydawnictwo Nine Inch Nails oraz drugi singiel z albumu The Fragile.

## Wydania
"We’re in This Together" zostało wydane jako trzyczęściowy singiel, dostępny jedynie w Europie i Japonii; niesprzedawany w Stanach Zjednoczonych.

### Lista utworów

#### Dysk 1
1. "We’re in This Together" – 7:18
2. "10 Miles High" – 5:13
3. "The New Flesh" – 3:40

#### Dysk 2
1. "We’re in This Together" (Radio Edit) – 5:16
2. "The Day the World Went Away (Quiet Version)" – 6:19
3. "The Day the World Went Away (Porter Ricks Mix)" – 7:04

#### Dysk 3
1. "We’re in This Together" (Album Version) – 7:18
2. "Complications of the Flesh" (remixed by Danny Lohner) – 6:36
3. "The Perfect Drug" – 5:42

#### Promo
1. "We’re in This Together" (Radio Edit) – 5:16
2. "We’re in This Together" (Short Radio Edit) – 4:21
3. "We’re in This Together" (Album Version) – 7:18